# Coupe d'Afrique des clubs vainqueurs de coupe masculine de volley-ball
La Coupe d'Afrique des clubs vainqueurs de coupe masculine de volley-ball est une compétition de clubs masculins de volley-ball en Afrique. En principe, elle réunit les vainqueurs des coupes nationales de dans différents pays d'Afrique et il s'agit de la deuxième compétition de club africaine derrière le Championnat des clubs champions.

## Palmarès
| Année | Lieu               | Vainqueur           | Finaliste                   | Troisième                             |
| ----- | ------------------ | ------------------- | --------------------------- | ------------------------------------- |
| 1989  | La Marsa           | AS Sonel            | Zamalek SC                  | Al Ahly                               |
| 1990  | Le Caire           | Al Ahly             | Zamalek SC                  | Club olympique de Kélibia             |
| 1991  | Blida              | Al Ahly             | Club africain               | USM Blida                             |
| 1992  | Meknès             | Club africain       | USM Blida                   | Club olympique de Kélibia             |
| 1993  | Le Caire           | Arab Contractors SC | Zamalek SC                  | Club africain                         |
| 1994  | Tunis              | Olympique Médéa     | Espérance sportive de Tunis | Union sportive des transports de Sfax |
| 1995  | Le Caire           | Al Ahly             | Zamalek SC                  | ES Sahel                              |
| 1996  | Durban             | Al Ahly             | Zamalek SC                  | Kano Super stars                      |
| 1997  | Le Caire           | Al Ahly             | USM Blida                   |                                       |
| 1998  | Annulé             | Annulé              | Annulé                      | Annulé                                |
| 1999  | Annulé             | Annulé              | Annulé                      | Annulé                                |
| 2000  | Addis-Abeba        | Al Ahly             | Zamalek SC                  | Mogaize                               |
| 2001  | Le Caire           | ES Sahel            | Al Ahly                     | FAP Yaoundé                           |
| 2002  | Alger              | USM Blida           | CS sfaxien                  |                                       |
| 2003  | Bordj Bou Arreridj | Saydia Sports       | USM Blida                   | CS sfaxien                            |
| 2004  | Kélibia            | Saydia Sports       | Club olympique de Kélibia   |                                       |
| 2005  | Annulé             | Annulé              | Annulé                      | Annulé                                |
| 2006  | Le Caire           | Zamalek SC          | Étoile du Sahel             |                                       |
| 2007  | Annulé             | Annulé              | Annulé                      | Annulé                                |
| 2008  | Annulé             | Annulé              | Annulé                      | Annulé                                |

## Résultats détaillés

### Édition 1990
La deuxième Coupe d'Afrique des clubs vainqueurs de coupe s'est déroulée dans la salle omni-sports du Zamalek au Caire en Égypte du 21 au 29 décembre 1990. 
Sept équipes ont participé à la compétition :  Al Ahly,  Zamalek SC,  Club olympique de Kélibia,  Saydia Sports,  EC Sidi Moussa,  AS SONEL et  Raja Casablanca.
Plusieurs clubs africains ont déclaré forfait : Posta , Botswana Défence  et l'Université d'Abidjan .
Parmi les résultats, on trouve :
- Samedi 21 décembre 1990 :
  -  Al Ahly bat  Raja Casablanca
  -  Club olympique de Kélibia bat  EC Sidi Moussa
- Dimanche 22 décembre 1990 :
  -  Zamalek SC bat  Club olympique de Kélibia 3 sets à 1 (15/13 ; 15/08 ; 12/15 et 15/11).
  -  EC Sidi Moussa bat  Raja Casablanca 3 sets à 0 (15/8 ; 15/7 et 15/3).
  -  Al Ahly bat  AS SONEL 3 sets à 0 (15/12 ; 15/07 et 15/12).
- jeudi 27 décembre 1990 :
  -  Al Ahly bat  Saydia Sports 3 sets à 1.
  -  Zamalek SC bat  Club olympique de Kélibia 3 sets à 2
- Vendredi 28 décembre 1990 :
  -  EC Sidi Moussa bat  AS SONEL 3 sets à 2
- samedi 29 décembre 1990 :                  
  -  Al Ahly bat  Zamalek SC 3 sets à 1 (15/7 ; 15/3 ; 13/15 et 15/12)
  -  Club olympique de Kélibia bat  Saydia Sports 3 sets à ?

Le classement final est :
1. Al Ahly
2. Zamalek SC
3. Club olympique de Kélibia
4. Saydia Sports
5. EC Sidi Moussa
6. AS SONEL
7. Raja Casablanca.

Le jury de la CAVB a élu le Tunisien Mossadek Al Ahmar meilleur joueur du tournoi.
Sources : 
- Ech Chaâb du Mardi 25 décembre 1990 page 9 et du lundi 31 décembre 1990 page 7.
- El Mountakheb du samedi 15 décembre 1990 page 19.
- El Djoumhouria du samedi 22 décembre 1990 page 9.
- Es Salem du mardi 25 décembre 1990 page 10 et du 30 décembre 1990 page 10.